# Branchies externes
 (mai 2025).
Si vous disposez d'ouvrages ou d'articles de référence ou si vous connaissez des sites web de qualité traitant du thème abordé ici, merci de compléter l'article en donnant les références utiles à sa vérifiabilité et en les liant à la section « Notes et références ».

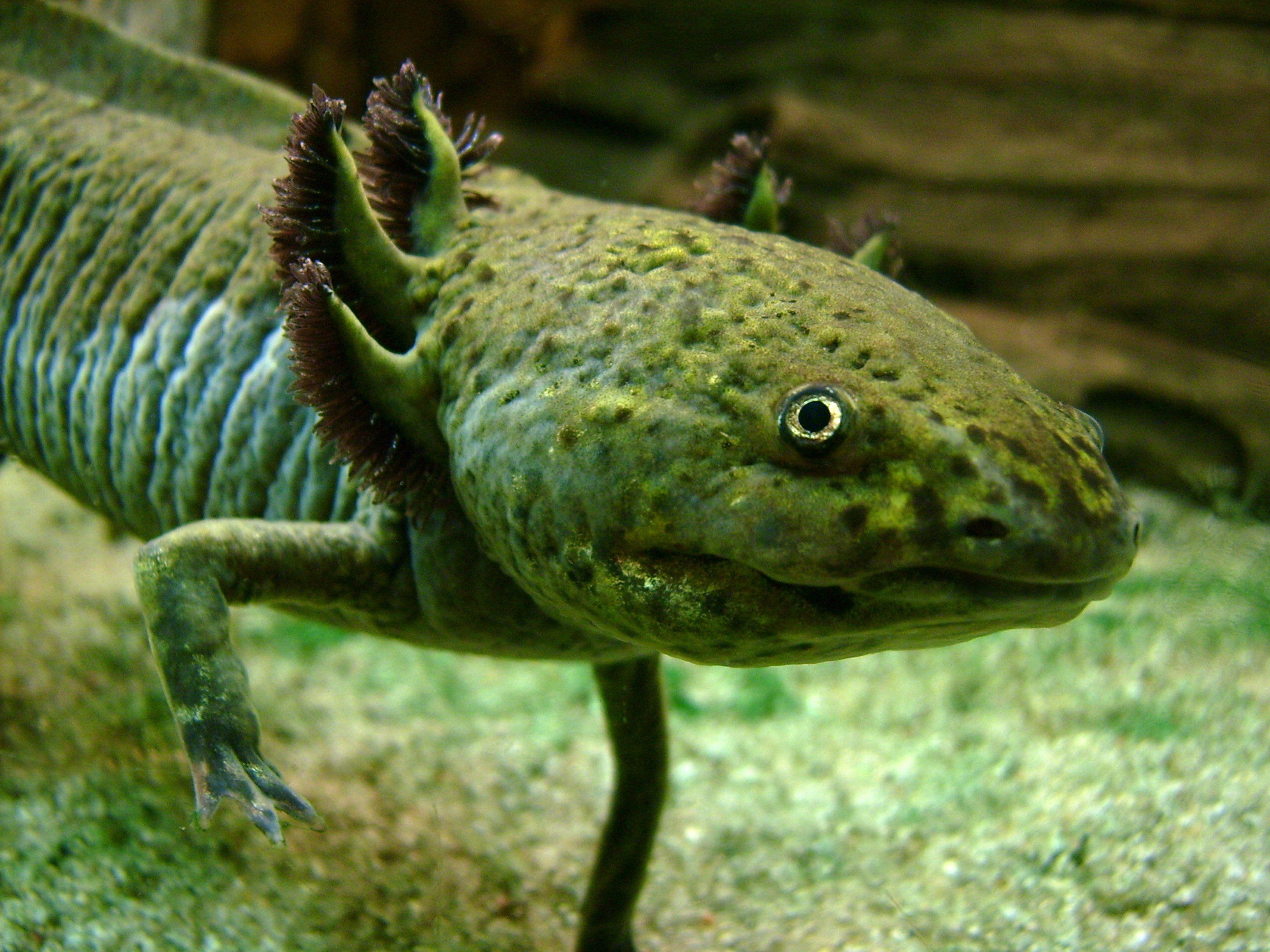
L'axolotl possède trois paires de branchies externes.

Les branchies externes sont les branchies d'un animal, le plus souvent d'un amphibien, qui sont exposées à l'environnement, plutôt que placées à l'intérieur du pharynx et couvertes de fentes branchiales, comme c'est le cas chez la plupart des poissons. Au lieu de cela, les organes respiratoires sont fixés sur un volant de tiges dépassant des côtés de la tête d'un animal.
Ce type de branchies est le plus souvent observé sur la larve aquatique de la plupart des espèces de salamandres, de dipneustes et des Polypteridae (qui n'ont qu'une seule grande paire), et est retenu par les salamandres adultes néoténiques et certaines espèces de dipneustes adultes. Ils sont présents sur les espèces de salamandres non transformantes, comme la plupart des membres de la famille des Proteidae (les protée anguillard et le genre Necturus) et la famille des Sirenidae, qui ne se métamorphosent naturellement jamais en une forme à respiration aérienne. Les embryons de grenouilles et de cécilies développent également des branchies externes à un moment donné de leur développement, bien que celles-ci soient résorbées avant ou disparaissent peu de temps après l'éclosion. Les fossiles des parents éloignés des amphibiens modernes, tels que Branchiosaurus et Apateon, montrent également des preuves de branchies externes.
Les branchies externes consistent généralement en une seule tige dépassant d'un arc branchial derrière la tête de l'animal, au-dessus d'une fente branchiale associée. La tige contient généralement du tissu musculaire et peut être déplacée par l'animal comme un appendice libre, afin de remuer l'eau stagnante. La tige est tapissée de nombreux filaments à paroi mince contenant la majorité des vaisseaux sanguins utilisés dans les échanges gazeux. Les animaux ont généralement une branchie externe provenant de chaque arc branchial (à l'exception de l'hyoïde), ce qui conduit à l'existence de trois paires de branchies externes chez les salamandres et de quatre dans les larves branchies des dipneustes.